# E se...
E se... (What If—) è un racconto di fantascienza di Isaac Asimov scritto nel 1952 e pubblicato per la prima volta nel numero estivo del 1952 della rivista Fantastic. Successivamente è stato  incluso nell'antologia Antologia personale (Nightfall and Other Stories) del 1969.
Il racconto è stato pubblicato varie volte in italiano a partire dal 1964 anche con i titoli Il signor E SE ed E se...?.
La storia nasce da un simile viaggio in treno fatto da Asimov stesso e da sua moglie, durante il quale la moglie lo sfidò a scrivere una storia ispirandosi al loro viaggio. Asimov abbozzò la storia in treno per poi rivederla e completarla una volta tornato a casa.

## Trama
Una coppia di sposi sta viaggiando su di un treno da Boston a New York. A un certo punto un misterioso e silenzioso ometto si viene a sedere nei posti di fronte alla coppia, tirando fuori dalla sua valigetta uno schermo sul quale cominciano ad apparire scene vissute dalla coppia e scene di cosa sarebbe potuto succedere se alcuni dettagli non fossero accaduti.